# 조던 파머
조던 파머(Jordan Farmar, 1986년 11월 30일 ~ )는 미국의 농구 선수이다.